# 瑞貴人
瑞貴人（18世紀？—1765年），索綽羅氏，漢姓石氏。內務府正白旗满洲管领下人。從一品禮部尚書德保之嫡長女。清朝乾隆帝之貴人。

## 生平
乾隆年間，索綽羅氏通過內務府選秀入宮後，即被送到令妃位下學習規矩，稱為「學規矩女子」。家譜則載為「長（女），選入宮為貴人，病薨。」乾隆二十四年六月二十二日，令妃下學規距女子一人封瑞常在，其父德保尚為從二品工部侍郎。每年杭州織造都要解交一定數量的金線以供後宮主位使用，乾隆二十四年十一月的宮分檔案就稱：「婉嬪、慎貴人、林貴人、蘭貴人、多貴人、伊貴人、祥貴人、郭常在、瑞常在，每位金線三綹」。根據《國朝宮史》，嬪金線六綹，貴人金線三綹，常在無金線，可知郭常在與瑞常在此時享有貴人的待遇。
乾隆二十五年（1760年），封为常在不過一年的索綽羅氏，被封为瑞貴人。
乾隆三十年六月二十六日，瑞貴人因病逝世，其生母富察氏在乾隆五十年七月二十八日子時才病故。同年九月二十八日，瑞貴人入葬清東陵的裕陵妃園寢，寶頂為第四排，由西邊向東邊數起的第四個。
瑞貴人之親兄石椿在幼年夭折，故而瑞貴人是嫡妻富察氏所出的子女中唯一長成者，其餘長成的弟妹均為德保側室經氏所出。瑞貴人十分關心父親的子𠻸情況，臨危時因父親德保已有兒子，自己死亦無憾。乾隆三十一年德保次子去世後，德保作詩《哭子》，提到「亡女貴人臨危以予已有子，謂死亦無憾」。
乾隆三十五年（1770年），廣東巡撫德保給皇貴妃魏氏上請安折的記錄，見於《軍機處隨手登記檔》：“三月初三日，又德保恭請皇太后、皇貴妃安折，各乙件（不批）”。此時，瑞貴人已去世五年，然而她曾為魏氏下的學規距女子，所以德保仍然向魏氏請安。
嘉慶六年（1801年）二月，總管內務府大臣英和恭送穎貴太妃金棺，前往裕陵妃園寢安葬。嘉慶帝在諭旨中說：這件事之所以交給你前去辦理，是因為裕陵妃園寢中有你的姐姐瑞貴人之墓。若非藉此差事，你是沒有理由去拜祭她的。

## 家族
瑞貴人家族先世原居黑龍江弗阿辣地方，此時其家族可能以地名為姓，姓弗阿辣氏。因為受到仇家的迫害，便遷居至索綽絡地方，改姓索綽絡氏，並且在天命年間歸順努爾哈赤。因為瑞貴人的烈祖父黑勒「弱齡奉母入燕京」，投親於姑丈睿忠親王長史巴拜處，所以家族原先隸屬睿忠親王多爾袞府籍，後來才歸入內務府，隸正白旗。瑞貴人的天祖父布舒庫為內務府皮庫六品司庫，後升為驍騎校，曾隨將軍親王徵西，將軍親王到訪張允中家中時，擇其女配予布舒庫，張氏到京不到數月，清語純熟，有滿洲古風。瑞貴人的高祖父都圖曾為康熙帝御前親隨，官至領署總管內務府大臣，因身健如石被康熙帝賜漢姓「石」。瑞貴人的曾祖父石錡為太學生，祖父明德因瘡疾跛左足，未仕，父親德保曾任廣東巡撫、總管內務府大臣、江南河道總督、浙閩總督、禮部尚書等職。
- 烈祖父：黑勒
- 天祖父：布舒庫，配陝西延安府膚施縣貢生張允中之女張氏。
- 高祖父：都圖，配內務府郎中五時泰之女康氏。
- 曾祖父：石錡，配內務府太學生登科之女誥贈一品夫人齊氏。
- 祖父：明德，配內務府正白旗昭西陵茶上人四格之女誥贈一品夫人卓佳氏。
- 父：閩浙總督、禮部尚書德保，配王府二等衛銜咸安宮官學五品教習官瑪善之長女、貴州巡撫良卿胞妹誥封一品夫人傅察氏，傅察氏生於康熙五十八年八月十八日亥時。
- 姑母：內務府正黃旗會計司拜唐阿姜文德之妻。
- 親兄：石椿，幼年夭折。
- 庶弟：乾隆五十八年（1793年）癸丑科二甲進士英和，側室經氏出。
- 庶妹：鄭親王胞弟襲封一品鎮國將軍陞吉林副都統伊鏗額之妻，側室經氏出。
- 堂姐妹索綽絡氏（父观保，乾隆二年丁巳恩科进士），乾隆帝第五子榮純親王永琪之妾，因其子綿億襲爵而被追封為側福晉。
- 堂姐妹索綽絡氏（父德元，乾隆癸酉舉人），嫁吏部尚书、两江总督镶黄旗汉军郝玉麟之孙郝寧安。

## 影视作品
- 電視劇

| 年份 | 劇名     | 演員   | 剧中姓名 | 劇中稱謂 |
| 2005 | 御用閒人 | 湯盈盈 | 索綽羅氏 | 瑞貴人   |
| 2018 | 延禧攻略 | 付小雨 | 索綽羅氏 | 瑞貴人   |
| 2018 | 如懿傳   | 朱珏   | 索綽羅氏 | 瑞貴人   |